# Silvia Fröhlich

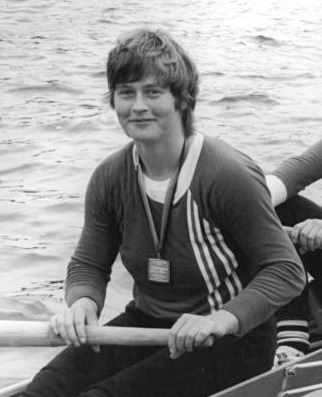
Silvia Fröhlich wird 1984 DDR-Meister im Zweier ohne

Silvia Fröhlich (* 24. Februar 1959 in Leipzig als Silvia Arndt) ist eine ehemalige Ruderin aus der Deutschen Demokratischen Republik. 1980 gelang ihr im Vierer mit Steuerfrau der Olympiasieg.
Als Studentin der Zahnmedizin trat sie für den SC DHfK Leipzig an und trainierte bei Herta Weissig. 1979 ruderte sie im DDR-Achter bei der Weltmeisterschaft in Bled und gewann die Silbermedaille. Bei den Olympischen Spielen 1980 in Moskau saß sie im Leipziger Vierer, der in der Besetzung Ramona Kapheim, Silvia Fröhlich, Angelika Noack, Romy Saalfeld und Steuerfrau Kirsten Wenzel mit etwas über einer Sekunde Vorsprung auf die Bulgarinnen olympisches Gold gewann. Für diesen sportlichen Erfolg wurde sie mit dem Vaterländischen Verdienstorden in Silber ausgezeichnet. Diesen Orden erhielt sie auch 1984. Bei der Weltmeisterschaft 1981 belegte der Vierer mit Viola Kestler für Ramona Kapheim und Marita Sandig für Angelika Noack den zweiten Platz hinter dem sowjetischen Boot.
1982 wechselten Marita Sandig und Silvia Fröhlich in den ungesteuerten Zweier und gewannen bei der Weltmeisterschaft auf dem Rotsee den Titel. 1983 konnten Marita Gasch(-Sandig) und Silvia Fröhlich den Titel in Duisburg verteidigen. 1984 siegten die beiden bei der DDR-Meisterschaft und bei der Rotsee-Regatta, wo sie auch die späteren Olympiasiegerinnen Rodica Arba und Elena Horvat aus Rumänien schlugen. An den Olympischen Spielen 1984 konnten Gasch und Fröhlich wegen des Olympiaboykotts nicht teilnehmen.
Nach ihrer Karriere beendete Silvia Fröhlich ihr Studium und wurde Anästhesistin.